# Ungdom i livets vår
Ungdom i livets vår är en av Anna Ölanders (1861-1939) psalmtexter. Texten publicerad första gången i tidskriften Svenska Posten 11 mars 1891. Denna psalm sex 8-radiga verser i Hjärtesånger 1895 och endast fem i Missionsförbundets sångbok 1920, då man uteslutit den tredje versen, som lyder:
Doftande, unga ros,
Tiden är kort!
Glädjen flyr snart sin kos,
Tiden är kort!
Nattfrost och nordanvind
Bleker din friska kind.
Var ej för faran blind —
Tiden är kort!
Evangelisten Emil Gustafson hänvisar till bibelordet "Ty ungdomen och morgonrodnaden äro fåfänglighet" ur Predikaren 11:10.

Melodin (mkl 181 3/4-dels takt) är densamma som till psalmen Jag är en pilgrim här nr 439 i Svenska Missionsförbundets sångbok 1920 som utgavs i en version med noter 1921. Melodin komponerad av Gustaf Gustafsson Lewenhaupt

## Publicerad i
- Hjärtesånger 1895 som nr 11 under rubriken "Väckelse- och Inbjudningssånger", med hänvisning till Predikaren 11:10.
- Svenska Missionsförbundets sångbok 1920 som nr 588 under rubriken "Ungdomsmission"
- Svensk Söndagsskolsångbok 1929
- Frälsningsarméns sångbok 1929, som nr 574 under rubriken "Ungdomen".
- Musik till Frälsningsarméns sångbok 1930